# Présidents du Parlement tibétain en exil
Pour un article plus général, voir Parlement tibétain en exil.
Pour les Tibétains en exil, le président du Parlement tibétain en exil préside les travaux de l'Assemblée tibétaine. Depuis le 8 octobre 2021, la fonction de président de l’Assemblée tibétaine est assuré par Lopon Khenpo Sonam Tenphel.
Le président de l'Assemblée tibétain, ainsi que le vice-président, membres du comité permanent élus par le Parlement tibétain en exil, a un rôle de direction des débats et d’organisation des travaux de l’Assemblée.

## Liste des présidents du Parlement tibétain en exil
La liste des Présidents des différentes assemblées tibétaines peut-être trouvée dans un document du Tibetan Parlimentary & Policy Research Centre. 
- Présidence à tour de rôle des députés (1960-1964)
- Jheshong Tsewang Tamdin (1964 – 1969)
- Nyima Sangpo (1969 – 1972)
- Juchen Thupten Namgyal (1974-1976)
- Alak Jigme Lhundup (1976 – 1979)
- Lodi Gyari Rinpoché (1979 – 1982)
- Taklung Nyima Sangpo (1982 – 1987)
- Ghajang Lobsang Choeden (1987 – 1988)
- Nubpa Choedak Gyatso (1988 – 1990)
- Samdhong Rinpoché (1991-2001)
- Thupten Lungrig (juin – septembre 2001)
- Karma Chophel (septembre 2001 – mars 2002)
- Pema Jungney (2002 – 2006)
- Karma Chophel (31 mai 2006 – 30 novembre 2008)
- Penpa Tsering (16 décembre 2008 – 2016)
- Lopon Khenpo Sonam Tenphel (2016-2018)
- Pema Jungney (2018 -2021)
- Lopon Khenpo Sonam Tenphel (2021-)